# Јункерс Ju 88
Јункерс Ју 88 је био немачки двомоторни вишенаменски авион коришћен током Другог светског рата. Конструисан је средином тридесетих година 20. века у компанији Хуго Јункерс, а уз помоћ два америчка авио-инжењера. Током завршног периода развоја и почетног периода оперативне употребе је патио од многих техничких проблема, али је временом постао један од најсвестранијих борбених авиона у Другом светском рату. Познат под надимком „девојка за све“, Ју 88 се показао изванредним у скоро свакој улози. Као и бројни други бомбардери Луфтвафе, био је успешан као висински бомбардер, обрушавајући бомбардер, ноћни ловац, торпедни бомбардер, извиђач, тешки ловац, а пред крај рата употребљен је и као летећа бомба - Мистел.
Упркос дуготрајном развоју, Ју 88 је постао један од најзначајнијих авиона у наоружању Луфтвафе. Производња је трајала без прекида од 1936. до 1945. године и произведено је више од 16.000 примерака, у више различитих варијанти, што је више од било код немачког двомоторног авиона из тог периода. Током производње, основна конструкција авиона је остала непромењена што је доказ изузетног квалитета оригиналног дизајна.

## Настанак и развој
У августу 1935. немачко министарство авијације објавило је конкурс за израду пројекта ненаоружаног, троседог, брзинског бомбардера са носивошћу од 800-1000 кг. Јункерс је 1936. презентовао свој пројекат и добио је зелено светло да изради два прототипа (  4941 and 4942). Прва два авиона је требало да имају долет од 2.000 км и да буду погоњена са два мотора Дајмлер-Бенц ДБ 600. Следећа три авиона (Werknummer 4943, 4944 и 4945), је требало да буду погоњена са моторима Јункерс Јумо 211. Прва два прототипа, Ју 88 В1 и В2 су се разликовала од В3, В4 и В5 у томе што су последња три модела била опремљена трима одбрамбеним митраљезима у задњем делу пилотске кабине и по томе што су могла да носе две бомбе од по 1.000 кг, на носачима испод унутрашње секције крила.
Првих пет прототипова су имали конвенционалне двоструке ноге стајног трапа које су се увлачиле уназад у гондоле мотора, али је на прототипу В6 уведен нови тип једноструке ноге стајног трапа, који је приликом увлачења ротирао точак за 90°, баш као код америчког ловца из тог периода Кертис П-40. Ово решење омогућило је да точак по увлачењу буде смештен изнад доњег дела ноге стајног трапа и усвојено је као стандардно решење, коришћено током читаве производње, а уз мање модификације и на моделима Ју 188 и Ју 388.
Од 1938 значајне модификације првих прототипова довеле су до настанка тешког бомбардера за обрушавање. Крила су ојачана, уграђене су ваздушне кочнице, труп је продужен, а број чланова посаде је повећан на четири. Захваљујући овим унапређењима Ју 88 ће у рат ући као средњи бомбардер.
Избор кружног хладњака на Ју 88, који су смештени непосредно испред мотора, а непосредно иза елисе, омогућили су да цеви са расхладном течноћу и моторним уљем (хладњак за уље је био интегрисан са хладњаком за мотор) буду што је краће могуће. Овај концепт је највероватније утицао на многе касније пројекте војних авиона који су употребили исто решење, као што су Арадо Ар 240, Хајнкел Хе 177, Хајнкел Хе 219, Фоке Вулф Фв 190Д и двомоторни Фоке Вулф Та 154.
Дана 21. децембра 1936 први пут је полетео протитип Ју 88 В1 са цивилном ознаком D-AQEN. Приликом првог лета постигао је максималну брзину од 580 km/h због чега је командант Луфтвафе, Херман Геринг био одушевљен. Коначно је добио авион који је могао да испуни улогу брзог бомбардера  . Аеродинамични труп Ју 88 је био конструисан по угледу на његовог савременика Дорније До 17, али са смањеним одбрамбеним наоружањем зато што се још увек веровало да му је брзина довољна заштита од тада споријих ловачких авиона. Пети прототип је, у марту 1939 поставио нови брзински рекорд на затвореној стази од 620 km/h, а уз оптерећење од 2.000 кг исти прототип је постигао максималну брзину од 517 km/h. Међутим, када су на захтев Луфтвафе проширене намене Ју 88 и када су му додате ваздушне кочнице, максимална брзина је опала на око 450 km/h. Ју 88 В7 је био опремљен секачем каблова за заштиту од британских баражних балона и успешно је тестиран у овој улози. В7 је такође био опремљен стакленим носом тзв. „бубиним оком“, заједно са Бола митраљеским гнездом испод кабине и био је испитан у бомбардовању из обрушавања у тестовима у којима су прво коришћене бомбе од 250 и 500 кг, да би почетком 1940 биле употребљене и бомбе од 1.000 кг. Ју 88 В8 (Stammkennzeichen of DG+BF, Wrk Nr 4948) полетео је 3. октобра 1938. А-0 серија је развијена кроз В9 и В10 прототипе. Прототипови А-1 серије су били Wrk Nrs 0003, 0004 and.0005. Серија А-1 је била опремљена моторима Јумо 211Б-1 или Г.
Др. Хајнрих Копенберг (извршни директор компаније Јумо) је у јесен 1938 уверио Геринга да је месечно могуће произвести 300 бомбардера Ју 88.
Геринг је сматрао да у серијску производњу треба да уђе варијанта А-1.
Међутим, развојни проблеми су значајно успорили процес производње. Иако је било планирано да Ју 88 уђе у оперативну употребу током 1938, првих 12 авиона овог типа употребљени су први пут тек за време немачке инвазије на Пољску 1939. Због бројних тешкоћа, производња је била ужасно спора па је за израду једног Ју 88 било потребно недељу дана. Компанија је развила и верзију тешког ловца Ју 88Ц, али у тајности зато што је Геринг желео само бомбардере.

## Оперативни развој

### Бомбардер за обрушавање
У октобру 1937 Generalluftzeugmeister Ернст Удет је наредио развој Ју 88 као бомбардера за обрушавање. На његову одлуку је утицао успех Ју 87 Штуке у овој улози. У Јункерсовом развојном центру у Десау убрзано се радило на осмишљавању система за извлачење из обрушавања и ваздушних кочница. Први прототип који је тестиран као бомбардер за обрушавање био је Ју 88 В4, а затим су уследили В5 и В6. Ови модели су постали плански прототипови серије А-1. В5 је први лет извео 13. априла 1938, а В6 28. јуна 1938. Оба прототипа су била опремљена четворокраким елисама, додатним простором за бомбе и централним „контролним системом“. Као бомбардер за обрушавање, Ју 88 је био способан да испоручи велики товар бомби са тачкастом прецизношћу; ипак, упркос свим модификацијама, бомбардовање из обрушавања је доводило до великог напрезања конструкције због чега је 1943. тактика промењена па се обрушавање вршило под углом који није био већи од 45°. У складу са тим, авион и бомбардерски нишан су били модификовани, а ваздушне кочнице су уклоњене. Са увођењем у употребу савременог нишана за бомбардовање из обрушавања типа Stuvi, задржана је првобитна прецизност приликом бомбардовања. Максимална носивост бомби код верзије А-4 износила је 2.500 кг, али у пракси стандардни терет бомби није прелазио 1.500-2.000 кг.  Јункерс је касније употребио змај верзије А-4 за израду торпедног бомбардера А-17. Међутим, на овој варијанти је уклоњен подтрупни митраљески положај.

### Ловац-бомбардер
Стандардна ловачко-бомбардерска верзија била је Ју 88 Ц-6 која је била опремљена моторима Јумо 211Ј. Ц-6 је најчешће коришћен као ловац-бомбардер и био је распоређен у бомбардерским ескадрилама. Као реакција на повећан број напада на немачко бродовље, а нарочито на немачке подморнице у Бискајском заливу, од јула 1942 Ју 88 Ц-6 из база у Француској ангажовани су на патролирању овим подручјем. У ту сврху је формиран V/.Kampfgeschwader 40 који је био опремљен авионима Ју 88 Ц-6.
Авиони из V./KG 40 (која је 1943 преименовама у Zerstörergeschwader 1) представљали су значајну претњу савезничким против-подморничким авионима, а такође су пружали и ловачку заштиту споријим и рањивијим немачким бомбардерима Фоке-Вулф Фв 200 Кондор. Између јула 1942 и јула 1944, Ју 88 из KG 40 и ZG 1 постигли су укупно 109 потврђених ваздушних победа, уз губитак од 117 авиона. У завршном периоду рата били су ангажовани против савезничкин инвазионих снага током искрцавања у Нормандији у јуну 1944, али су након што су претрпели велике губитке расформирани 5. августа 1944.

### Јуришни бомбардер
Ју 88 П је била варијанта која је ушла у употребу почетком 1942 и била је прилагођена за нападе на земаљске циљеве и као бомбардер разарач. Произведена је у малом броју и била је наоружана са аутоматским топовима великог калибра Bordkanone. Прототип који је развијен из стандардног Ју 88 А-4 био је наоружан топом калибра 75 мм развијеним из противтенковског топа 7.5 cm PaK 40, који је био инсталиран у великоју топовској гондоли која се налазила испод трупа. За њим је уследила мала серија Ју 88 П-1 која је стандардно имала метални нос Ц верзије и била је наоружана новим полуаутоматским топом калибра 75 мм (ПаК 40Л), познатим и под називом Bordkanone (БК 7,5). којим је такође требало да буде наоружан нови двомоторни ловац на тенкове Хеншел Хс 129 Б-3, који је био у фази развоја. Произведено је укупно око 40 авиона Ју 88 П-1, али је тешко и гломазно наоружање за последицу имало мању брзину и лошије маневарске способности због чега је авион био веома рањив, па је ускоро замењен новом варијантом Ју 88 П-2 која је биla наоружана са два Bordkanone калибра 37 мм (БК 3,7) који су имали већу почетну брзину гранате и који су се показали веома ефикасним против руских тенкова на Источном фронту. Овим типом авиона била је опремљена Erprobungskommando 25. Ју 88 П-3 је имао пилотску кабину заштићену додатном оклопом и њиме су биле наоружане групе ноћних ловаца Nachtschlachtgruppe бр. 1, 2, 4, 8 и 9 на Источном фронту, као и (NSGr 8) у северној Норвешкој и (NSGr 9) у Италији. Коначна верзија Ју 88 П-4 била је опремљена мањом топовском гондолом испод трупа у којој се налазио аутоматски топ калибра 50 мм Bordkanone (БК 5), а у неким случајевима и ракете на чврсто гориво.

### Тешки ловац и ноћни ловац

#### Ју 88 Ц
Ју 88 Ц је првобитно био конструисан за ловачко-бомбардерску употребу и као тешки ловац, због чега му је у нос монтирано наоружање, али је задржао улогу бомбардера са носивошћу бомби идентичном носивости авиона из серије А. Ц серија је имала метални нос и реп серије А али је изостављена подтрупна гондола Bola смештена испод пилотске кабине. Касније је коришћен као ноћни ловац и ово је постала основна намена серије Ц.
Прва верзија ноћног ловца био је модел Ц-2, базирана на моделу А-1 и наоружан са једним топом МГ ФФ калибра 20 мм и три митраљеза МГ-17 калибра 7,92 mm смештеним у метални нос. Овај модел ушао је у наоружање Zerstörerstaffel из КГ 30 а јединица је 1. јула 1940 преименована у II./NJG 1.
Модел Ц-6б је била варијанта модела Ц-6 Zerstörer опремљена нискофреквентним радаром ФуГ 202 Лихтенштајн који је користио 32-диполну Matratze антену. Први Ц-6Б ловци тестирани су почектом 1942 у NJG 1 (Nachtjagdgeschwader 1). Испитивања су била успешна и донета је одлука да се почне са серијском производњом. У октобру 1943 многи Ц-6б су опремљени новим радарским системом. Прво је монтиран радар ФуГ 212 Лихтенштајн Ц-1, а током 1944 замењен је радаром ФуГ 220 Лихтенштајн СН-2.
На малом броју ловачких авиона Ц серије, метални нос офарбан је тако да подсећа на стаклени нос бомбардерске верзије А у намери да завара савезничке пилоте како би помислили да се ради о бомбардерској верзији; необична камуфлажа имала је почетног успеха што је резултовало повећањем савезничких губитака у ваздуху.

#### Ју 88 Р
Серија Ју 88 Р ноћног ловца је заправио била верзија Ју 88 Ц-6б коју су покретали радијални мотори БМВ 801. Верзија Р-1 је имала моторе ПС БМВ 801 Л од 1.560 КС док је верзија Р-2 имала моторе ПС БМВ 801 Г-2 од 1.700 КС.
Један од првих авиона из серије Р-1 који је ушао у оперативну употребу (Werknummer 360043) био је умешан у један од најзначајнијих случајева прелета у историји Луфтвафе. 9. маја 1943, ноћни ловац овог типа из састава 10./NJG 3 у Норвешкој, прелетео је до базе РАФ у Дајсу (данашњи Абердински аеродром) са целокупном својом посадом и комплетном електронском опремом. Податак да су га британски Спитфајери испратили током завршне фазе лета упућује на то да се радило о договореном прелету. Авион је хитно пребачен на аеродром Фарнбороу где је детаљно испитан и тестиран.  Авион је сачуван до данас и налази се изложен у музеју РАФ. Луфтвафе је сазнала за овај прелет тек следећег месеца када су се чланови посаде оберлојтнант Хајнрих Шмит и оберфелдвебели Пол Розенберг и Ерик Кантвил обратили јавности преко британског радија.

## Димензије
- Дужина: 14.40
- Распон крила: 20.13
- Површина крила: 54.50

## Маса
- празан: 8 000
- оперативно спреман: 14 000

## Мотори
- Јункерс Јумо 211Ј В 12 цилиндара, запремина око 35.000 cm³, водено хлађење, убризгавање горива, 2 вентила по цилиндру
- Снага: 1.340 КС при 2.800 обртаја у минути

## Летне особине
- Максимална брзина: 470 км/ч на висини од 3 840
- Плафон лета: 9 900
- Максимална брзина пењања: око 330 м/мин
- Радиус: 1 790 km (без додатних резервоара)

## Наоружање
- два митраљеза MG 131 калибра 13,00 mm[18]
- два митраљеза MG 81z калибра 7,92mm
- бомбе: до 2.400 kg или торпеда до 2.800

Овај авион је био изузетно омиљен од стране своје посаде. Веома је лепо летео, био је прилично брз (касније верзије Ју 88 ноћних ловаца летеле су и 600 км/ч) и поуздан.
Иако је то у основи био средњи бомбардер (четири члана посаде) коришћен је и као обушавајући бомбардер, торпедни авион, ноћни ловац, извиђачки авион па чак и као беспилотни авион-бомба на крају рата. Произведено је око 15.000 комада овог авиона. Био је у саставу армија Немачке, Финске, Француске, Мађарске, Италије, Румуније и Бугарске. Прошао је многа побољшања и измене. Јачи мотори (до 1800 КС), јаче наоружање (топови од 20 mm и 30 mm), плус и позната “Сцхраге Мусиц” у верзији ноћног ловца. У свакој улози је авион био успешан.
Током свога постојања немачки инжењери су га усавршили и током рата направили знатно побољшану верзију Јункерс Ју 188. Тај авион је коришћен махом као ноћни ловац.

## Добре особине
- Изузетно је лепо летео, пријатан за летење
- Поуздан и жилав авион
- Релативно брз
- Велики радиус
- Способан да понесе велики терет
- Добра прегледност из авиона

## Лоше особине
- Релативно слабо дефанзивно наоружање
- Слабо заштићена посада од непријатељске ватре